# Estudos subalternos

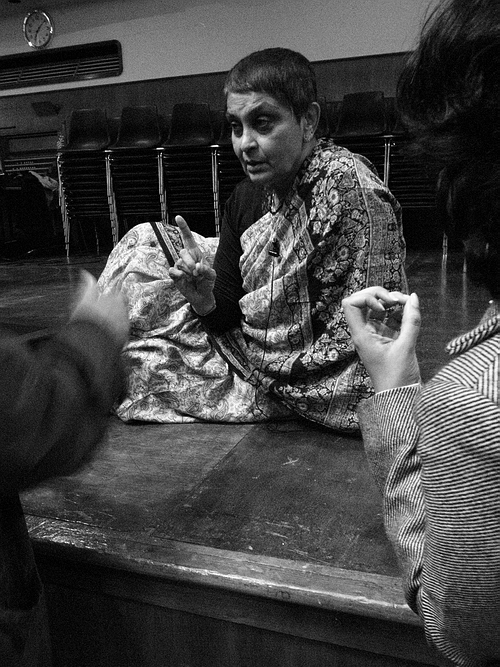
Gayatri Chakravorty Spivak no Goldsmiths College, University of London, 2007. Uma das autoras ligadas aos Estudos subalternos. Foto de Shih-Lun CHANG.

Os estudos subalternos é um grupo de pesquisadores sul-asiáticos interessado nas sociedades pós-coloniais e pós-imperiais que começou na Universidade de Sussex, em 1979-1980. O termo estudos subalternos, por vezes, é também aplicado de forma mais ampla a outras pessoas que compartilham do ponto de vista desse grupo de estudiosos. O antiessencialismo da abordagem advém da história vista de baixo, que foca mais no que acontece entre a grande parcela da população situada nos níveis mais baixos da sociedade, do que entre a elite.

## Críticas

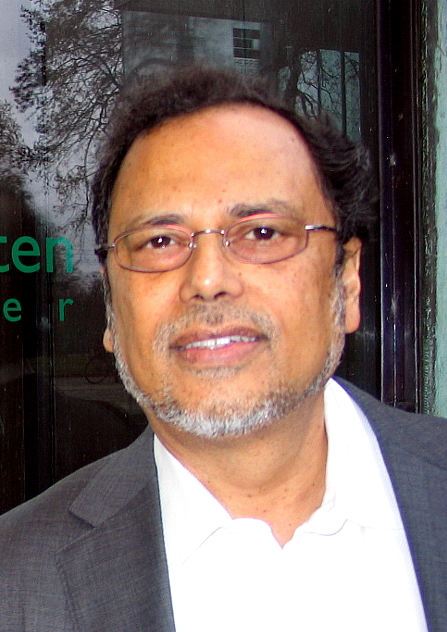
Dipesh Chakrabarty em 2012, na conferência Already Beyond? - 40 Years Limits to Growth, que ocorreu em Hanôver, Alemanha.

Sumit Sarkar, um dos membros mais antigos do grupo, começou a criticar os estudos subalternos posteriormente a sua fundação. O seu ensaio intitulado "Decline of the Subaltern in Subaltern Studies" criticava a virada realizada por Michel Foucault nos estudos relacionados ao poder e ao conhecimento, que deixou para trás muitos dos esforços empiristas e marxistas esforços dos dois primeiros volumes do Subaltern Studies. Ele escreve que a inspiração socialista por trás dos primeiros volumes levou a um maior impacto da discussão na própria Índia, enquanto que os últimos volumes focava no discurso ocidental reificado baseado na dicotomia subalterno-colonizador e obteve maior destaque principalmente no mundo ocidental. Mesmo Gayatri Spivak, um dos mais proeminentes nomes associados ao movimento dos estudos subalternos, auto-denominou-se como crítico do "pós-colonialismo metropolitano".
O sociólogo indiano Vivek Chibber tem criticado a premissa dos estudos subalternos por contribuir para a ofuscação da luta de classes e formação de classes em suas análises, acusando o grupo de extirpar a exploração de classe da história de opressão dos subalternos. Sua crítica, explicada em seu livro Postcolonial Theory and the Specter of Capital, foca nas obras de dois pesquisadores indianos: Ranajit Guha e Dipesh Chakrabarty.

## Leitura complementar
- Chaturvedi, Vinayak, ed. Mapping Subaltern Studies and the Postcolonial. Londres e Nova Iorque, 2000.
- Cronin, Stephanie, ed. "Subalterns and Social Protest: History from Below in the Middle East and North Africa". Routledge, 2008. EUA e Canadá.
- Ludden, David, ed. Reading Subaltern Studies. Critical History, Contested Meaning and the Globalization of South Asia, Londres, 2001.
- Young, Robert, White Mythologies. Routledge, 1990, reeditado em 2004. Vários associados ISBNs, incluindo ISBN 0-415-31181-00-415-31181-0, ISBN 0-415-31180-20-415-31180-2.